# 아르메니아 전례
아르메니아 전례는 아르메니아 사도 교회, 아르메니아 가톨릭교회가 사용하는 독립적인 예배 형식이다. 또한 조지아에 거주하는 상당수의 동방 가톨릭교회 신자들이 사용하는 의식이다.
아르메니아 전례는 아르메니아 교회의 설립자이자 아르메니아의 수호성인인 계몽자 그레고리오의 지침에 따라 시행된다. 비잔티움 전례와는 달리 아르메니아 전례에는 일반적으로 이콘이 없다. 초기 사도 시대의 영향을 받았기 때문에 전례의 일부 동안에는 사제와 제단을 신도들에게 숨겨 놓는다. 주교는 주교관과 누룩을 넣지 않은 무교병을 사용한다.

## 성찬과 미사
성찬과 미사의 순서는 원래 5세기 이전부터 예루살렘 전례에 의해 확립되었으며 나중에 시리아 기독교, 카파도키아 기독교의 영향을 받았다. 10세기경부터는 비잔티움 전례에 의해 십자군과 라틴 전례의 영향을 받았다. 아르메니아인들은 물이 들어가지 않은 포도주 원액을 사용하는 유일한 동방 교회이다.
아르메니아어로 된 모든 성찬기도에서 현재 사용되는 유일한 성찬기도는 알렉산드리아의 아타나시우스 형식이다. 10세기 말엽 그리스어를 번역한 아르메니아 교회의 표준 표현체가 되었고 나지안조스의 그레고리우스, 카이사레아의 바실리오 등의 문헌을 연구하는데 도움이 된다.

## 같이 보기
- 오리엔트 정교회
- 동방 가톨릭교회